# براد ستيوارت (ملحن)
براد ستيوارت (بالإنجليزية: Brad Stewart)‏ هو عازف غيتار بيس وملحن أمريكي، ولد في 11 سبتمبر 1969 في جاكسونفيل في الولايات المتحدة.

## وصلات خارجية
- براد ستيوارت على موقع ميوزك برينز (الإنجليزية)
- براد ستيوارت على موقع أول ميوزيك (الإنجليزية)
- براد ستيوارت على موقع ديسكوغز (الإنجليزية)